# Сант'Антонио (Асти)
Сант'Антонио је насеље у Италији у округу Асти, региону Пијемонт.
Према процени из 2011. у насељу је живело 90 становника. Насеље се налази на надморској висини од 173 м.